# 트리샤 헬퍼
트리샤 헬퍼(Tricia Helfer, 1974년 4월 11일 ~ )는 캐나다의 모델 및 배우이다.

## 출연 작품
- 베드타임 스토리 (2017)
- 런 라이크 헬 (2015)
- 37 (2014)
- 오서즈 어나니머스 (2014)
- 포스트휴먼 (2012)
- 야망의 함정 (2012)
- 배틀스타 갤럭티카: 블러드 앤 크롬 (2012)
- 더 포저 (2012)
- 블러드워크 (2011)
- 비기너스 가이드 투 엔딩 (2010)
- 오픈 하우스 (2010)
- 배틀스타 갤럭티카: 라스트 프래킨 스페셜 (2009)
- 배틀스타 갈락티카 더 플랜 (2009)
- 그린 랜턴: 퍼스트 플라이트 (2009)
- 배틀스타 갤럭티카: 레이저 (2007)
- 그린 체인 (2007)
- 워크 올 오버 미 (2007)
- 나선형 (2007)
- 배틀스타 갤럭티카: 스토리 소 파 (2006)
- 메모리 (2006)
- 천재 클럽 (2006)
- 화이트 러쉬 (2003)
- 캣워크 (1995)

### 텔레비전
- 배틀스타 갈락티카 (2003-09)
- 더 레이트 레이트 쇼 위드 크레이그 퍼거슨 (2007-08) - 본인
- 번 노티스 (2007-09)
- Up Close with Carrie Keagan (2008-09) - 본인
- 웨어하우스 13 (2009)
- 척 (2009)
- 두 남자와 1/2 (2009-11)
- 휴먼 타겟 (2010)
- 라이 투 미 (2010)
- 프랭클린 & 배쉬 (2011)
- 판타스틱 패밀리 (2011)
- 크리미널 마인드 (2012)
- 트론: 업라이징 (2012-13)
- Killer Women (2014)
- Ascension (2014)
- 슈츠 (2015)
- 폴링 스카이 (2015)
- 릭 앤 모티 (2015)
- 로봇 치킨 (2016)
- 루시퍼 (2016-18, 2020-21)
- S.W.A.T. (2019)
- 루키 (2021)
- 스텝 업: 하이 워터 (2022)